# Coleophora rhanteriella
Coleophora rhanteriella é uma espécie de mariposa do gênero Coleophora pertencente à família Coleophoridae.